# Supercopa de España de Fútbol 2011
La Supercopa de España 2011 fue la XXVIII edición del torneo, correspondiente a la temporada 2011-12. Disputado a doble partido en España durante el mes de agosto. Enfrentó al campeón de «La Copa» 2010-11, el Real Madrid, contra el campeón de «La Liga» 2010-11, el F. C. Barcelona.

Fue la primera vez que el conjunto azulgrana obtuvo la Supercopa de España frente al conjunto blanco, y la primera final ganada al máximo rival después de 21 años.
| Bandera de la Comunidad de Madrid | 4 - 5 | Bandera de Cataluña |
| Real Madrid C. F. 2               | 4 - 5 | F. C. Barcelona 2 3 |
| --------------------------------- | ----- | ------------------- |

## Partidos
| F. C. Barcelona   |  | Bandera de Cataluña               |  | Campeón de la Primera División de España (2010-11) |
| Real Madrid C. F. |  | Bandera de la Comunidad de Madrid |  | Campeón de la Copa del Rey de fútbol (2010-11)     |

### Ida
| 1          | POR        | Iker Casillas     |     |
| 4          | DEF        | Sergio Ramos      |     |
| 3          | DEF        | Pepe              |     |
| 2          | DEF        | Ricardo Carvalho  |     |
| 12         | DEF        | Marcelo Vieira    |     |
| 14         | MED        | Xabi Alonso       |     |
| 6          | MED        | Sami Khedira      | 53' |
| 22         | MED        | Ángel Di María    | 57' |
| 10         | MED        | Mesut Özil        |     |
| 7          | DEL        | Cristiano Ronaldo |     |
| 9          | DEL        | Karim Benzema     | 80' |
| Entrenador | Entrenador | José Mourinho     |     |

| 1          | POR        | Víctor Valdés     |     |
| 2          | DEF        | Daniel Alves      |     |
| 14         | DEF        | Javier Mascherano |     |
| 22         | DEF        | Éric Abidal       |     |
| 21         | DEF        | Adriano Correia   | 61' |
| 11         | MED        | Thiago Alcántara  | 57' |
| 8          | MED        | Andrés Iniesta    |     |
| 15         | MED        | Seydou Keita      |     |
| 9          | DEL        | Alexis Sánchez    |     |
| 10         | DEL        | Lionel Messi      |     |
| 7          | DEL        | David Villa       | 71' |
| Entrenador | Entrenador | Josep Guardiola   |     |

| 15 | MED | Fábio Coentrão  | 53' |
| 21 | DEL | José Callejón   | 57' |
| 20 | DEL | Gonzalo Higuaín | 80' |

| 6  | MED | Xavi Hernández  | 57' |
| 3  | DEF | Gerard Piqué    | 61' |
| 17 | DEL | Pedro Rodríguez | 71' |

|  | 13' | Mesut Özil  | 1-0 |
|  | 53' | Xabi Alonso | 2-2 |

|  | 35' | David Villa  | 1-1 |
|  | 45' | Lionel Messi | 1-2 |

|  | 31' | Sami Khedira   |
|  | 76' | Xabi Alonso    |
|  | 90' | Fábio Coentrão |

|  | 52'   | Alexis Sánchez |
|  | 90+2' | Dani Alves     |
|  |       |                |

| Árbitro:             | Fernando Teixeira Vitienes |
| Árbitros asistentes: | Victoriano Díaz Casado     |
| Árbitros asistentes: | Manuel Ángel Torre Cimiano |
| Cuarto árbitro       | José Antonio López Toca    |

| 1          | POR        | Iker Casillas     |     |
| 4          | DEF        | Sergio Ramos      |     |
| 3          | DEF        | Pepe              |     |
| 2          | DEF        | Ricardo Carvalho  |     |
| 12         | DEF        | Marcelo Vieira    |     |
| 14         | MED        | Xabi Alonso       |     |
| 6          | MED        | Sami Khedira      | 53' |
| 22         | MED        | Ángel Di María    | 57' |
| 10         | MED        | Mesut Özil        |     |
| 7          | DEL        | Cristiano Ronaldo |     |
| 9          | DEL        | Karim Benzema     | 80' |
| Entrenador | Entrenador | José Mourinho     |     |

| 1          | POR        | Víctor Valdés     |     |
| 2          | DEF        | Daniel Alves      |     |
| 14         | DEF        | Javier Mascherano |     |
| 22         | DEF        | Éric Abidal       |     |
| 21         | DEF        | Adriano Correia   | 61' |
| 11         | MED        | Thiago Alcántara  | 57' |
| 8          | MED        | Andrés Iniesta    |     |
| 15         | MED        | Seydou Keita      |     |
| 9          | DEL        | Alexis Sánchez    |     |
| 10         | DEL        | Lionel Messi      |     |
| 7          | DEL        | David Villa       | 71' |
| Entrenador | Entrenador | Josep Guardiola   |     |

| 15 | MED | Fábio Coentrão  | 53' |
| 21 | DEL | José Callejón   | 57' |
| 20 | DEL | Gonzalo Higuaín | 80' |

| 6  | MED | Xavi Hernández  | 57' |
| 3  | DEF | Gerard Piqué    | 61' |
| 17 | DEL | Pedro Rodríguez | 71' |

|  | 13' | Mesut Özil  | 1-0 |
|  | 53' | Xabi Alonso | 2-2 |

|  | 35' | David Villa  | 1-1 |
|  | 45' | Lionel Messi | 1-2 |

|  | 31' | Sami Khedira   |
|  | 76' | Xabi Alonso    |
|  | 90' | Fábio Coentrão |

|  | 52'   | Alexis Sánchez |
|  | 90+2' | Dani Alves     |
|  |       |                |

| Árbitro:             | Fernando Teixeira Vitienes |
| Árbitros asistentes: | Victoriano Díaz Casado     |
| Árbitros asistentes: | Manuel Ángel Torre Cimiano |
| Cuarto árbitro       | José Antonio López Toca    |

### Vuelta
| 1          | POR        | Víctor Valdés     |     |
| 2          | DEF        | Dani Alves        |     |
| 3          | DEF        | Gerard Piqué      |     |
| 14         | DEF        | Javier Mascherano |     |
| 22         | DEF        | Éric Abidal       |     |
| 16         | MED        | Sergio Busquets   | 85' |
| 6          | MED        | Xavi Hernández    |     |
| 8          | MED        | Andrés Iniesta    |     |
| 17         | DEL        | Pedro Rodríguez   | 82' |
| 7          | DEL        | David Villa       | 73' |
| 10         | DEL        | Lionel Messi      |     |
| Entrenador | Entrenador | Josep Guardiola   |     |

| 1          | POR        | Iker Casillas     |     |
| 4          | DEF        | Sergio Ramos      |     |
| 3          | DEF        | Pepe              |     |
| 2          | DEF        | Ricardo Carvalho  |     |
| 15         | DEF        | Fábio Coentrão    |     |
| 22         | MED        | Ángel Di María    | 46' |
| 14         | MED        | Xabi Alonso       |     |
| 6          | MED        | Sami Khedira      | 63' |
| 10         | DEL        | Mesut Özil        | 78' |
| 7          | DEL        | Cristiano Ronaldo |     |
| 9          | DEL        | Karim Benzema     |     |
| Entrenador | Entrenador | José Mourinho     |     |

| 21 | DEL | Adriano Correia | 73' |
| 4  | DEL | Cesc Fàbregas   | 82' |
| 15 | MED | Seydou Keita    | 85' |

| 12 | DEF | Marcelo Vieira  | 46' |
| 20 | DEL | Gonzalo Higuaín | 63' |
| 8  | DEL | Kaká            | 78' |

|  | 15' | Andrés Iniesta | 1-0 |
|  | 44' | Lionel Messi   | 2-1 |
|  | 88' | Lionel Messi   | 3-2 |

|  | 20' | Cristiano Ronaldo | 1-1 |
|  | 81' | Karim Benzema     | 2-2 |

|  | 41' | Xavi Hernández    |
|  | 53' | Javier Mascherano |
|  | 90' | Víctor Valdés     |

|  | 27' | Sami Khedira      |
|  | 53' | Cristiano Ronaldo |
|  | 61' | Pepe              |
|  | 76' | Sergio Ramos      |
|  | 84' | Fábio Coentrão    |

|  | 90+5' | David Villa |

|  | 90+3' | Marcelo Vieira |
|  | 90+5' | Mesut Özil     |

| Árbitro:             | David Fernández Borbalán |
| Árbitros asistentes: | Raúl Cabañero Martínez   |
| Árbitros asistentes: | Jorge Canelo Prieto      |
| Cuarto árbitro       | Alonso Vizuete Sánchez   |
|                      |                          |

| 1          | POR        | Víctor Valdés     |     |
| 2          | DEF        | Dani Alves        |     |
| 3          | DEF        | Gerard Piqué      |     |
| 14         | DEF        | Javier Mascherano |     |
| 22         | DEF        | Éric Abidal       |     |
| 16         | MED        | Sergio Busquets   | 85' |
| 6          | MED        | Xavi Hernández    |     |
| 8          | MED        | Andrés Iniesta    |     |
| 17         | DEL        | Pedro Rodríguez   | 82' |
| 7          | DEL        | David Villa       | 73' |
| 10         | DEL        | Lionel Messi      |     |
| Entrenador | Entrenador | Josep Guardiola   |     |

| 1          | POR        | Iker Casillas     |     |
| 4          | DEF        | Sergio Ramos      |     |
| 3          | DEF        | Pepe              |     |
| 2          | DEF        | Ricardo Carvalho  |     |
| 15         | DEF        | Fábio Coentrão    |     |
| 22         | MED        | Ángel Di María    | 46' |
| 14         | MED        | Xabi Alonso       |     |
| 6          | MED        | Sami Khedira      | 63' |
| 10         | DEL        | Mesut Özil        | 78' |
| 7          | DEL        | Cristiano Ronaldo |     |
| 9          | DEL        | Karim Benzema     |     |
| Entrenador | Entrenador | José Mourinho     |     |

| 21 | DEL | Adriano Correia | 73' |
| 4  | DEL | Cesc Fàbregas   | 82' |
| 15 | MED | Seydou Keita    | 85' |

| 12 | DEF | Marcelo Vieira  | 46' |
| 20 | DEL | Gonzalo Higuaín | 63' |
| 8  | DEL | Kaká            | 78' |

|  | 15' | Andrés Iniesta | 1-0 |
|  | 44' | Lionel Messi   | 2-1 |
|  | 88' | Lionel Messi   | 3-2 |

|  | 20' | Cristiano Ronaldo | 1-1 |
|  | 81' | Karim Benzema     | 2-2 |

|  | 41' | Xavi Hernández    |
|  | 53' | Javier Mascherano |
|  | 90' | Víctor Valdés     |

|  | 27' | Sami Khedira      |
|  | 53' | Cristiano Ronaldo |
|  | 61' | Pepe              |
|  | 76' | Sergio Ramos      |
|  | 84' | Fábio Coentrão    |

|  | 90+5' | David Villa |

|  | 90+3' | Marcelo Vieira |
|  | 90+5' | Mesut Özil     |

| Árbitro:             | David Fernández Borbalán |
| Árbitros asistentes: | Raúl Cabañero Martínez   |
| Árbitros asistentes: | Jorge Canelo Prieto      |
| Cuarto árbitro       | Alonso Vizuete Sánchez   |
|                      |                          |

| Campeón Supercopa de España 2011 |
| -------------------------------- |
| F. C. Barcelona 10° Título       |

| Predecesor: Supercopa de España 2010 | Supercopa de España 2011 | Sucesor: Supercopa de España 2012 |

## Filmografía
- Deportes TVE, «Video resumen del partido de ida (TVE)» en rtve.es
- Deportes TVE, «Video resumen del partido de vuelta (TVE)» en rtve.es
- Telediario-TVE, «Incidentes en minutos finales de Supercopa (TD-TVE)» en rtve.es
- Telediario-TVE, «Video resumen de los cuatro 'clásicos' previos ('88-'90-'93-'97) de Supercopa (TD-TVE)» en rtve.es